# HIRES
HIRES (High Resolution Echelle Spectrometer) とは、マウナケア天文台群のW・M・ケック天文台のケック-I望遠鏡（口径10m）で1994年から使用されている天体観測用の分光器である。
なお欧州超大型望遠鏡 (E-ELT) 向けにヨーロッパ南天天文台が開発している高分散分光器HIRES (High Resolution Echelle Spectrograph) とは名前と装置のコンセプトが似ているが、別物である。E-ELTのHIRESは2022年時点ではANDES(ArmazoNes high Dispersion Echell Spectrograph)に改名されている。

## 解説
HIRESは波長300–1000 nmの紫外線・可視光・赤外線の電磁スペクトルを最大波長分解能R=110,000で観測する能力を持つ。
分光器の光学設計は主たる分散をエシェル回折格子により行い、クロス分散素子で垂直方向に二次的な分散を行うことで電磁スペクトルをCCDセンサー上に二次元的な配列として投影・記録するクロス分散エシェル分光器である。装置はケックI望遠鏡のナスミス焦点プラットフォームに恒久的に設置され望遠鏡から射出される光束を直接受け入れる方式になっている。
エシェル回折格子は長さ16 in (41 cm)の回折格子を3個つなぎ合わせて長さ48 in (120 cm)とした長大なものを使用している。3枚の回折格子は研磨された花崗岩製の土台の上に組付けられている。
検出器としては当初は画素ピッチ22 μm、4k×4k画素のCCD一枚を使用していたが2000年代に行われたアップグレードの際に画素ピッチ15 μm、4k×2k画素のCCD3枚を使用するユニットに交換されている。
HIRESは2-3m/sの精度で視線速度を測定できるとされている。また、高精度視線速度測定の際は観測セッティングのオプションとしてヨウ素セルを使用できる。
HIRESの初期の重要な科学的成果として、恒星のベリリウムの存在量の測定、ライマンαの森の観測、視線速度法を通じた太陽系外惑星の観測などがある。
HIRESの観測データを用いて発見された太陽系外惑星として、最初に発見された赤色矮星を公転する木星型惑星であるグリーゼ876bがある。この発見にはHIRESの他にリック天文台のハミルトン分光器のデータが使用された。また、同時期にELODIE分光器を使用するヨーロッパの研究チームが独立して同じ惑星の発見を報告している。
主任研究者はカリフォルニア大学サンタクルーズ校のスティーブン・ボーグトである。